# Московский конный завод № 1

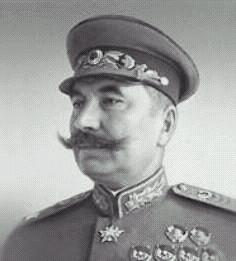
Маршал Советского Союза С. М. Будённый, 1943 год.

Московский конный завод № 1 — многофункциональное предприятие (конный завод) по разведению лошадей Орловской рысистой и Тракененской пород.
Основан 24 октября 1924 года на основании приказа Народного комиссара земледелия РСФСР от 24 октября 1924 года. Расположен в селе Успенское, входящем в Одинцовский городской округ Московской области, в 23 километрах от Москвы.
Уставный капитал, по состоянию на 27 мая 2005 года — 125 354 рубля.

## Названия
В различные периоды истории имел названия:
- Хозяйство «Красный луг»
- Опытный конный завод, в 1920—1930-х годах[8];
- Конный завод № 1;
- Первый Московский конный завод[9];
- Закрытое акционерное общество «Московский конный завод № 1».

## История

### До второй мировой войны
За период Первой мировой войны состояние коневодства и коннозаводства в Империи значительно ухудшилось, были разорены конные заводы в Польском царстве России. Мобилизация лучшей части поголовья лошадей для нужд Русской армии, ухудшение кормления и ухода отрицательно сказались на качестве конского поголовья в России.
Вслед за войной последовали Революция, Гражданская война и интервенция с сокрушительным разгромом коннозаводства. Много лошадей было взято на нужды как Красной, так и Белой армии и погибло на фронтах.
В период переворота (революции) и развала государства началось и разворовывание племенных лошадей казённых и частных конных заводов, особенно крупных помещиков, обладающих ценнейшим племенным материалом. Родословная многих лошадей была уничтожена или утеряна, по этому Декретом Совета Народных Комиссаров «О племенном животноводстве» от 23 июля 1918 года, подписанным В. И. Лениным, было объявлено, что все племенные животные нетрудовых хозяйств без всякого выкупа являются общенародным достоянием РСФСР. Данный декрет лёг в основу организации всей племенной работы по животноводству, в том числе и коневодству. С этого времени в Советской России началась работа по организации конных заводов в ведении Наркомзема РСФСР и местных сельскохозяйственных органов.
На основании приказа Народного комиссара земледелия от 24 октября 1924 года был образован Опытный конный завод, который сразу был призван сохранить, восстановить и совершенствовать генофонд лошадей орловской породы, которых отбирали из ряда конных заводов Звенигородского уезда, Московской губернии, по некоторым данным из заводов (конюшен) из Молоденово, Иславского, Успенского, звенигородских КЗ — князей Голицыных (в Вязёмах), Ивана Морозова, семьи Витт (в Жаворонках) и ещё нескольких. Кроме того, в 1930 году Конный завод № 1 стал базой Московского зоотехнического института коневодства и коннозаводства. Направленность на орловскую породу в 1930-х сыграла на руку непорядочным людям, первый директор завода и ВУЗа А. Х. Зарин по доносу со стороны коллег по конному заводу и институту коневодства был арестован и расстрелян. а МЗИКК расформирован (12 мая 1943 года по настоянию С. М. Будённого был воссоздан на базе КЗ № 1 Московский зоотехнический институт коневодства (МЗИК)).
К 1940 году орловская рысистая порода, в том числе и на Московском конном заводе, была не только сохранена, но и по всем признакам улучшена. Орловские рысаки стали в массе крупнее дореволюционных, экспонаты ВСХВ 1939 и 1940 гг. Улов, Удачный, Перцовка и другие превосходили по выраженности типа и нарядности Чемпионов Всемирной выставки 1900 года в Париже.
Великая Отечественная война стала большим испытанием не только для всей страны, но и для популяции орловских рысаков. В это время в СССР погибло, возможно, даже больше лошадей, чем во время Гражданской войны. Завод был полностью эвакуирован, но под бомбёжками сотрудники завода смогли погрузить всё поголовье в железнодорожные вагоны и вывезти в Тамбовскую область, не потеряв при этом ни одной лошади.

### До распада Советского Союза
В послевоенное время, в 1946 году, родилась самая знаменитая лошадь Московского конного завода — Квадрат, что стало отнюдь не случайным эпизодом в работе завода, а результатом точного расчета селекционеров. Это событие, проанализировав развитие орловской рысистой породы, предвидел выдающийся ученый-ипполог Владимир Оскарович Витт. Именно с этого жеребца началась практика искусственного осеменения животных в СССР. Замораживание спермы и её широкое использование в разных регионах страны было уникальным опытом для страны.
В 1950-х, благодаря руководству Московского конного завода того периода, начал работу полноценный Международный аукцион по продаже лошадей в Союзе.
С 1957 года на Московском конном заводе выращивалась лучшая популяция айрширской породы крупного рогатого скота (КРС) — финская, приобретённая в Финляндии в рамках межгосударственной договорённости в обмен на более 100 голов орловцев. Директор завода, заслуженный зоотехник РСФРС Борис Дмитриевич Завильгельский, смог убедить Н. С. Хрущёва провести эксперимент по выращиванию этих животных в условиях Подмосковья, а спустя некоторое время, когда коровы показали высокую продуктивность, получил разрешение на массовую закупку. В 1961 году подсобное хозяйство им. Куйбышева в поселке Уборы присоединилось к МКЗ № 1 и Уборовская ферма вскоре стала в хозяйстве передовой.
Бега в Финляндии в 1957 году начались с подарка двух орловских кобыл Московского конного завода, которых Н. С. Хрущев преподнес в дар президенту Урхо Калева Кекконену.
В 1959 году руководство МКЗ № 1 обратилось к потомственному коневоду и знатоку «конного искусства» А. Р. Рощину с просьбой создать тройку, которая могла бы представлять завод на соревнованиях. Благодаря предыдущему успешному опыту работы на ЦМИ это поручение было выполнено наездником почти в рекордные сроки; уже в марте этой тройке пришлось выступать, хотя по-настоящему лошади сработались лишь к лету. Однако уже 24 мая 1959 года тройка МКЗ № 1 с коренником Закладом и пристяжками Азаматом и Глаголом первый раз выиграла заезд на Центральном московском ипподроме (1600 м) в резвость 2.16,2.
Успех имела тройка наездника Александра Федоровича Щельцина с коренником орловцем Конкурсом (Квадрат — Котомка) и англо-арабскими пристяжными Индием и Исламом. В летнем сезоне 1961 года она установила пять всесоюзных рекордов, в том числе абсолютные — на дистанциях 2400 м — 3.15,4 и 3200 м — 4.24,5, а также рекорд для троек с коренниками орловской рысистой породы на 1600 м — 2.09,5. В том же году на Центральном московском ипподроме под управлением наездника Ю. Темиряева был установлен зимний рекорд на тройках с коренником Закладом и теми же пристяжными: дистанция 3500 м была пройдена ими за 5.03,5. Памятными стали для любителей троечных бегов выступления мастера-наездника М. Г. Пупко на тройках с коренниками Бокалом и Барбарисом, заводских наездников М. А. Трухтанова, Т. П. Полякова. Работа с тройками на Центральном московском ипподроме в 1960—1970-е годы велась очень активно и достигла довольно высокого уровня. Украшением всех соревнований как в России, так и за рубежом были легендарные тройки: вороная — с коренником Корпусом, гнедая — с Нашим Подарком и серая — с Вальсом.
В 1960-е годы через Московский аукцион представители скандинавских стран начали скупать рысаков сотнями. Только в Финляндию за этот период вывезли 737 лошадей рысистых пород. Регулярное участие в международных и российских аукционах, а особенно анализ их коммерческих результатов заставили дирекцию пересмотреть свою племенную политику. Таким образом, всемирное признание и большой спрос на русских рысаков стали практически главным стимулом к созданию более резвого рысистого отделения.
С середины семидесятых годов в связи со значительным укреплением кормовой базы и расширением интереса к беговому спорту на заводе было создано русское рысистое отделение. Это было связано и с требованиями времени и ситуацией в отрасли. Первые шаги по созданию русского рысистого отделения были сделаны путём спаривания орловских кобыл и русских рысистых жеребцов. Представители молодой породы русского рысака стали завоёвывать ведущее положение в отрасли, всё чаще устанавливая новые рекорды резвости на советских ипподромах. Традиционно орловский рысак в большинстве своём всегда уступал русскому по резвости и скороспелости, что давало последнему преимущества не только на призовой дорожке, но и при комплектовании молодняком ипподромов, где тренерский персонал начал отдавать предпочтение русским рысакам.
На центральной усадьбе Московского конного завода был сооружен манеж для проведения регулярных международных аукционов. Начиная с 1971 года здесь ежегодно весной и осенью проходили международные торги племенных и спортивных лошадей. В Советский период России Первый Московский конный завод занимал площадь более 2 300 гектаров, из которых 2 038 гектаров были сельскохозяйственные угодья.
Во второй половине 1980-х здесь работал маньяк Сергей Головкин (Фишер).

### Современная история
После распада СССР система государственного коннозаводства вступила в серьёзный кризис, и для Московского конезавода наступили тяжёлые времена. Резкий переход на новые экономические принципы хозяйствования подломил не только государственную финансовую систему, но и коннозаводческое производство в целом. Завод оказался полностью зависимым от господдержки, частая смена руководителей, которые действовали не всегда эффективно, поставила МКЗ в сложное положение, не хватало ресурсов и денег не только на содержание лошадей, но даже на зарплаты сотрудников.
Уже с середины 1990-х годов конезавод, чтобы выжить, был вынужден перепрофилировать часть манежного комплекса под содержание лошадей частных владельцев.
К середине 1990-х годов ситуацию удалось немного стабилизировать. В это время МКЗ № 1 занимался сохранением русской национальной запряжки — тройки. Благодаря участию конезавода в 1997 году был восстановлен Московский зимний чемпионат русских троек на Центральном московском ипподроме (ЦМИ).
В 1993 году на МКЗ№ 1 была завезена тракененская порода лошадей из племенной фермы Покровского завода биопрепаратов Владимирской области. Тогда завод приобрёл 19 кобыл разного возраста, в том числе 6 жеребых маток. Лошади пришли в очень истощённом состоянии, так как на их родной племферме отсутствовали корма. Тем не менее, все 6 маток благополучно ожеребились и принесли жизнеспособный приплод.
С 2001 года на Московском конном заводе были представлены лошади ганноверской породы.
В 2001 году владельцем земель Конезавода № 1 стал новгородский химический холдинг «Акрон»: 40 % куплено за два миллиона долларов. В 2002 году холдинг увеличил долю до 80,82 %. Всего Конезавод вместе с 2 300 гектарами земли обошёлся «Акрону» менее чем в три миллиона долларов, хотя реальная цена комплекса составляла 57 990 000 рублей. Интерес к Конезаводу объясняли тем, что руководство холдинга увлекается конным спортом.
В 2001, 2003 и 2005 годах завод был награждён золотыми медалями Всероссийского выставочного центра (ВВЦ) за достижения в племенном животноводстве. По итогам 2004 года его признали лучшим в Российской Федерации по разведению лошадей орловской рысистой породы.
В 2002 году при Московском конном заводе была открыта Детская конноспортивная школа.
В 2001, 2003, 2005 годах завод получил золотые медали ВВЦ за достижение в развитии племенного животноводства, а по итогам 2004 года был признан лучшим в стране по разведению лошадей орловской рысистой породы. Продолжая свои новаторские традиции, Московский конный завод № 1 первым поддержал идею возрождения троечных чемпионатов на Центральном московском ипподроме, а тройка МКЗ неоднократно становилась победителем этих соревнований.
В суды Московской области, в 2005 году, ОАО «Московский конный завод № 1» и другие лица, подали ряд исковых заявлений, чьи интересы были нарушены в результате оформления в собственность компаниями ООО «Энергогруппа», ООО «МИР Консалтинг», ООО «Автодорпоставка», ООО «Многофункциональные системы» и ООО «Синист» части земель сельскохозяйственного назначения.
Банк ВТБ лишился двух земельных участков общей площадью более 177 га расположенных на территории Московского конного завода № 1.
В 2019 году спортсмены и лошади МКЗ № 1 неоднократно становились призёрами и победителями многочисленных соревнований и чемпионатов. Старший тренер Анатолий Шишков вместе с рождённой на МКЗ № 1 кобылой Радой представляли сборную России и победили на командном чемпионате Евразии по конкуру, а также на Кубке МКЗ по конкуру и выездке (Эйч Робертина), а тренер МКЗ Галина Заярная заняла 1 место в Большом призе на Кубке Шурыгина на Иллиополе.

## Общие сведения
Наибольшую ценность для МКЗ представляет его производящий состав. Сегодня завод при селекции орловского рысака использует производителей разных линий. В Московском конном заводе работают с пятью маточными семействами орловской породы. Наиболее многочисленное из них (17 голов) семейство 0468 Кадетки (Люди Ферт-Колдунья). Это семейство по численности кобыл занимает в породе второе место. В современном составе завода из этого семейства используют рекордистку, одну из резвейших кобыл в породе Канитель 2.02,2, экспертная оценка экстерьера 4,25 балла, успешно выступавшую на Раменском ипподроме Капу 2.07,5, резвых Квоту 2.09,8 и Копоть 2.09,0. Кобылы из этого семейства очень резвые. Его представительницы давали резвое потомство с ярко выраженным типом породы, им свойственна широкая сочетаемость, они плодовиты, долговечны.
Из Московского конного завода № 1 идут живые генетические нити ко всем современным рекордистам среди орловских рысаков. Здесь сосредоточена ценная часть генофонда лошадей орловской породы. В хозяйстве использовались два выдающихся жеребца, оставившие заметный след не только в заводе, но и в породе в целом — Квадрат и Пион.
Всего в Московском конном заводе было выращено 167 рысаков класса 2.10 (из них в 20 веке — 156 рысаков этого класса), в том числе 15 класса 2.05. Резвейшим среди них был сын Пиона и Флейты — Фант 2.00.9. Лошади завода 13 раз становились победителями приза Барса. Семнадцать рысаков, рождённых в Московском конном заводе, были признаны лучшими по типу и экстерьеру среди сверстников.
Все лошади тракененской породы Московского конного завода соответствуют эталону породы «Русский тракен». За все время разведения этой породы конным заводом было продано более 150 голов при относительно небольшом маточном составе. Специалисты Московского конного завода стремятся сохранить присущие тракененской лошади экстерьерные и физические особенности.
Традиционным стало участие тройки МКЗ в Днях России во Франции, проходящих на Венсенском ипподроме в Париже. В 2004 году их победителем стал жеребец Баварец. Тройка МКЗ № 1, с Александритом, была признана Федерацией конного спорта России самой красивой тройкой в стране, её изображение использовалось в телепрограмме «Вести» в качестве заставки.
С момента создания на заводе побывали такие выдающиеся исторические личности как Максим Горький, Герберт Уэллс, маршал Будённый, Ромен Роллан, Анастас Микоян, Никита Хрущёв, Фидель и Рауль Кастро, Леонид Брежнев, Лучано Паваротти, Ричард Никсон, Джина Лоллобриджида, Борис Ельцин и Владимир Путин. На МКЗ часто привозили космонавтов из Звёздного городка перед полётами в космос. А перед ответственными зарубежными матчами конезавод всегда посещала советская сборная по хоккею.
Московский конный завод № 1 выступал одним из инициаторов включения орловской рысистой породы лошадей в список всемирного культурного наследия ЮНЕСКО.
На заводе ежегодно проводятся Кубок МКЗ по конкуру и выездке, Кубок Шурыгина, осенний аукцион. Манеж МКЗ № 1 также иногда становится площадкой для Чемпионата России по выездке.

## Кадры

### Директора
- Зарин, Арнольд Христианович (1919—1937);
- Добрынин Вадим Петрович (1937—1946);
- Завильгельский Борис Дмитриевич (1946—1979);
- Гусев Иван Дмитриевич (1979—1992);
- Прохоров Юрий Борисович (1996 — ????).

### Начконы
- А. И. Попов (1942—1962);
- Очкин Дмитрий Яковлевич (1962 — 19??);
- Кузякин Сергей Фёдорович (19?? — 19??).

### Наездники Московского конного завода
Среди наездников МКЗ № 1 можно назвать Эдуарда Францевича Ратомского, Афанасия Фёдоровича Пасечного, Владимира Яковлевича Кочеткова, Николая Ефимовича Ростовщикова, Сергея Васильевича Козлова и других мастеров, у которых училась добрая половина нынешних наездников.

## Известные производители

### Квадрат
Появление такого жеребца, как Квадрат, стало отнюдь не случайным эпизодом в работе завода, а результатом точного расчета селекционеров. Он был получен путём планомерной и целенаправленной племенной работы и стал более чем удачным завершением всех предыдущих многолетних достижений завода. Более того, само рождение Квадрата как потенциального элитного представителя породы заранее предусматривалось перспективным планом племенной работы, который составили сразу после Великой Отечественной войны по возвращении завода из эвакуации. В силу того, что на МКЗ № 1 всегда придавали большое значение материнской стороне родословной, наиболее подходящим основным производителем в те годы был признан молодой жеребец Пролив 2.11,2, родившийся в 1940 году в Молотовском конном заводе от Ветерка и Плотины.
В 1946 году от Керамики и Пролива родился Квадрат, который оказался лучшим не только в ставке 1946 года МКЗ № 1, но и вообще среди всех рысаков, рождённых в этот год в Советском Союзе.
На протяжении своей блестящей карьеры, в постоянной борьбе со сверстниками орловцами и русскими рысаками, Квадрат сумел выиграть все главные традиционные призы — два трехлётних зимних, два трёхлетних летних, два четырёхлетних зимних и два четырёхлетних летних. Кроме того, он трижды стал чемпионом ВСХВ, рекордистом, являлся победителем Большого Всесоюзного приза и приза Барса.
Как дань памяти и уважения Квадрату ещё при жизни были установлены два памятника. Памятник у ворот родного завода (скульптура создана Э. Н. Гиляровым) стал единственным в мире, поставленным жеребцу при его жизни. Другой памятник поставлен перед павильоном «Коневодство» на территории ВВЦ в Москве.
Потомство Квадрата насчитывает более 600 жеребят.
Квадрат стал символом победы — беспроигрышным победителем, бесспорным чемпионом орловских рысаков, а также подлинным символом МКЗ. Ему присылали телеграммы, к нему приезжали делегации высоких гостей, нередко включающие глав государств. На территории МКЗ № 1 проходили показы, главной «звездой» которых выступал Квадрат, выходивший в конце события.

### Пион
Ещё одним знаменитым жеребцом МКЗ № 1, абсолютным лидером на бегах стал Пион (Отклик — Приданница) 2.00,1, 4.13,5, абсолютный рекордист породы, неоднократный чемпион ВДНХ СССР — признанный лидер беговой дорожки. Пион был рожден в Дубровском конном заводе в 1966 году. Когда он начал показывать незаурядные результаты на ипподроме, специалистам стало понятно, что его необходимо широко и всесторонне использовать в масштабной селекционной работе. Начальник конной части «Дубровки», где родился Пион, Инесса Александровна Валк, как настоящий селекционер, решила этот сложный для себя вопрос в пользу Московского конезавода, чей авторитет в разработке и внедрении искусственного осеменения, проводимого совместно с отделом физиологии размножения ВНИИ коневодства, был в те годы довольно высок. Под руководством Ариадны Николаевны Буйко-Рогалевич впервые в нашей стране осуществлялось массовое использование выдающихся жеребцов-производителей в качестве доноров. За Пиона «Дубровке» была заплачена самая высокая по тем временам сумма 15 000 рублей и дополнительно передан жеребец Привал 2.08,8.
Специально для него на завод пригласили мастера-наездника Владимира Николаевича Смирнова. Он тщательно готовил Пиона к соревнованиям в Одессе в 1974 году и с честью выполнил поставленную задачу. Пион с легкостью побил все известные рекорды орловских рысаков: 2 мин 00,1 с на дистанции 1600 м, а несколько позднее — 4.13,5 на дистанции 3200 м. Его исторический рекорд — 4.13,5 — долгое время оставался не побитым. Он одерживал внушительные победы в международных соревнованиях над лучшими европейскими рысаками. От него были рождены выдающиеся лошади — победители традиционных призов и продолжатели линии: Помпей, Блокпост (от дочерей Квадрата), пять победителей Приза Барса, рекордистки Канитель 2.02,2, Бретань 3.18,6, Гвиана 2.03,2.
После спортивных подвигов Пион поступил на конюшню производителем и дожил там до глубокой старости.

### Ковбой
Незаурядный орловский рысак Ковбой (Блокпост-Крутизна), благодаря своим победам над резвейшими рысаками страны, производил сильное впечатление и получил прозвище «стальной лошади». Показав на 1600 метров 1 мин 57,2 сек., он установил абсолютный рекорд резвости для лошадей всех рысистых пород страны, который в течение долгого времени оставался непревзойдённым.

## Аукционы
История организации и проведения международных аукционов на МКЗ № 1 берёт своё начало с 1971 года. Ещё до открытия международного аукциона на заводе его лошади поставлялись на экспорт — уже в 1959 году дети Квадрата открыли Московскому конному заводу торговый путь за рубеж. В середине 1960-х годов, благодаря активной международной деятельности Московского конезавода и его успехам на конном аукционе на ВДНХ в Москве, было решено построить на самом заводе специализированный комплекс, позволяющий проводить аукционы, представлять коллекции пород, принимать международные делегации, содержать конно-спортивную школу и воспитывать кадры для своего хозяйства.
Аукционы на МКЗ № 1 проходят дважды в год — весной и осенью: майский представляет покупателям лошадей верховых пород спортивного направления, а на сентябрьском продаётся очередная ставка молодняка, рысаки в тренинге и кобылы. Сегодня на аукционах завода представлены специально отобранные лошади русской и орловской рысистой, тракененской, ганноверской, арабской, терской, ахалтекинской, русской верховой и будённовской пород.
Участвуют в аукционах Российские племенные конные заводы, в том числе Терский, Ставропольский, Старожиловский, Локотской, им. Первой Конной армии.

## Московский конный завод и кинематограф
Московский конный завод привлекал внимание деятелей кинематографа и театрального искусства. Каждый год гостей Московского международного кинофестиваля после показа Кремля и достопримечательностей столицы привозили полюбоваться русскими лошадьми. Очень любил завод М. Яншин. Здесь перебывало множество актёров театра и кино, в том числе А. Вертинская, С. Шакуров, Н. Бурляев, С. Немоляева и А. Лазарев.
До организации полка конной милиции в городе Одинцове Московский завод был одной из натурных площадок киностудии «Мосфильм». Для съёмок на МКЗ № 1 арендовались лошади, участниками конных сцен выступали специалисты завода, работавшие с лошадьми. Главным научным консультантом по иппологической теме был даже начальник конной части завода Д. Я. Очкин.
В 1981 году здесь был снят фильм «Крепыш» по мотивам действительных событий, происходивших в начале 20-го века с легендарным орловским жеребцом Крепышом. В знаменитом фильме «Всадник без головы» в главной роли с Олегом Видовым снимались вороной Пассаж и серая орловская Катушка. Условия для лошадей на съёмках были очень тяжёлыми, и кобыла получила серьёзное заболевание — ревматизм суставов. Но даже несмотря на это, её как известную киногероиню купили на аукционе и увезли в Японию. Известный кинорежиссёр Светлана Дружинина снимала свою киноэпопею «Гардемарины» также частично на территории конезавода. А в фильме «Дубровский» студии «Беларусьфильм» по известной повести А. С. Пушкина можно увидеть целую шестёрку лошадей МКЗ № 1.

## Состав и инфраструктура
- Руководство;
  - зоотехнический отдел;
  - ветеринарная служба;
  - инженерная служба;

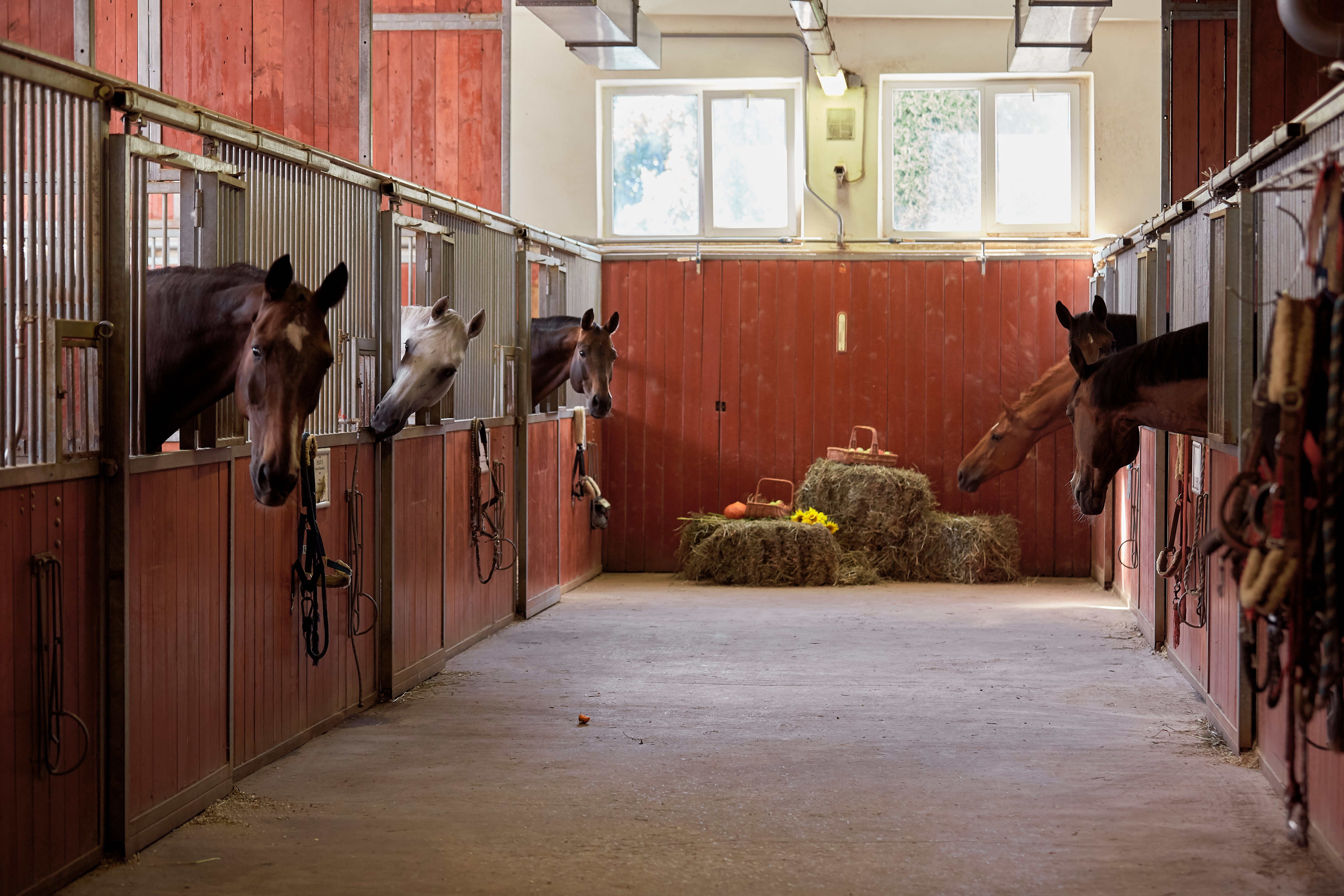
Конюшня. МКЗ № 1

Московский конный завод располагает всем необходимым для занятий верховой ездой. На территории располагается:
- два отапливаемых манежа, оснащенных еврогрунтами;
- три открытых плаца для верховой езды, оснащённых еврогрунтами и системой «нижнего» полива;
- ипподром, с дорожкой в 1 600 метров;
- конюшни:
  - маточные конюшни;
  - жеребятник.
- две электрических водилки на 8 голов;
- прокатная конюшня с денниками 3 на 4, оборудованная зимней мойкой;
- левады для выгула лошадей;
- солярий для лошадей;
- раздевалки, оснащенные душевыми кабинами и туалетом, а также местом для хранения конного снаряжения;
- ферма КРС:
  - молочно-товарная ферма «Уборы»;
- тренерское отделение с собственным штатом тренеров;
- собственная ветеринарная служба;
- отделение русских троек (с организацией услуг катания на экипажах — тройки, парные и одиночные упряжки);
- детская конноспортивная школа (2002 год — по настоящее время)[30];
- комплект тренировочных и соревновательных барьеров;
- комплект выездковых бортиков;
- выезд на берег Москвы-реки для верховых прогулок;
- ремонтные мастерские;
- автомобильный и тракторный парк (для транспортировки лошадей и проч.);
- конный магазин;
- поголовье:
  - 290 племенных лошадей (главным образом орловской рысистой породы) и стадо КРС более чем в 1 000 голов (до 2001 года)[16];
  - 301 племенная лошадь, 1 300 голов КРС (на 1 марта 2002 года);
  - более 500 лошадей элитных пород, 1 300 голов КРС (26 октября 2005 года);
  - 210 голов племенных лошадей (из них 153 орловской рысистой породы и 57 тракененской) и стадо КРС общей численностью 418 голов, включая 146 дойных коров.